# Donja Vidovska
Donja Vidovska falu Bosznia-Hercegovinában, a Bosznia-hercegovinai Föderáció Una-Szanai kantonjában. Közigazgatásilag Velika Kladušához tartozik.

## Fekvése
Bosznia-Hercegovina északnyugati részén, Bihácstól légvonalban 35, közúton 56 km-re északra, Velika Kladušától légvonalban 6, közúton 10 km-re délre, a Vidovska-patak völgyében, a horvát határ mentén fekszik.

## Népessége
| Nemzetiségi csoport | Népesség 1991 | Népesség 2013 |
| ------------------- | ------------- | ------------- |
| Szerb               | 1             | 1             |
| Bosnyák             | 674           | 375           |
| Horvát              | 32            | 20            |
| Jugoszláv           | 4             | 0             |
| Egyéb               | 2             | 75            |
| Összesen            | 713           | 471           |

## Története
A mai mecset helyén egy régi, kőből épült mecset állt, fából készült minarettel. Mivel romos volt, új mecsetet építettek, melyet 1973. május 2-án avattak fel. A gyülekezetnek ma mintegy 200 háztartása van. A Donja Vidovska-i gyülekezetben 2020-ban imámként és muallimként Izet Veladzić efendi szolgált, aki akkor már tizenkilencedik éve látta el feladatait.

## Oktatás
A Donja Vidovska-i iskolaépület 1980-ban épült modern nyolcosztályos iskolaként. A kormány 2008. évi költségvetésében jóváhagyott forrásoknak köszönhetően  rekonstrukciós és beruházási karbantartási céllal az iskola homlokzatának, külső asztalosmunkáinak, radiátorainak, valamint az iskola játszóterének, udvarának és kerítésének alapos felújítását végezték el.

## Nevezetességei
- A Donja Vidovska-i mecset a Grahovo-Johovica út jobb oldalán található. A falu mecsete 1973-ban épült, majd a boszniai háború után 2001-ben megújították.[4]